# Mercado de prueba
Un Mercado de prueba es una región geográfica o grupo demográfico que se usa para probar la viabilidad de un producto o servicio antes de ser lanzado al mercado. La región o grupo utilizado debe ser elegida de acuerdo a dos criterios fundamentales:
- La población debe ser geográficamente similar al mercado objetivo
- Debe estar en una zona resguardada de los grandes medios masivos de comunicación para que la publicidad sea eficiente y tenga un costo razonable.

## Método
Se aplica todo el conjunto planeado de herramientas de mercadotecnia, tales como, promoción, producto y distribución en una escala pequeña con el objetivo de monitorear cuidadosamente los resultados que luego serán extrapolados al mercado real.